# محمد بن حمد البسام
محمد بن حمد آل بسام التميمي (توفى عام 1246 هـ / 1831م)، هو مؤرخ ونسابة نجدي، عاصر الدولة السعودية الأولى، وله من الكتب «الدرر المفاخر في أخبار العرب الأواخر».

## سيرته
أصله من ثادق، وينتهي نسبه إلى قبيلة تميم، انتقل والده إلى الدرعية فولد فيها ونشأ بها، وتعلم على يدي مشائخها وعلمائها أثناء فترة ازدهار الدولة السعودية الأولى، وكان من أنصار دعوة الإمام محمد بن عبد الوهاب السلفية الإصلاحية. وكان يُقاتل في جيوش دولة آل سعود في سبيلها، ومن المعارك التي خاضها وحارب فيها معركة وادي الصفراء عام 1227 هـ / 1812، التي انتهت بانتصار السعوديون وفرار طوسون باشا بجيشه. بعد انتهاء الدولة السعودية الأولى عام 1233 هـ / 1818 عاد إلى ثادق التي تعود أصوله إليها.
قابل ابن بسام القنصل البريطاني في بغداد، والبصرة اسمه كلوديوس جيمس ريج، الذي عندما عرف سعة علم ابن بسام بالأنساب والتاريخ العربي طلب منه أن يكتب كتاباً عن أنساب العرب وقبائلهم ومناطقهم فكتب لأجله كتابه الشهير «الدرر المفاخر في أخبار العرب الأواخر» فانتهى من الكتاب عام 1234 هـ / 1819، ثم أخذه كلودين مخطوطاً فأودعه بالمتحف البريطاني في لندن ليكون من المراجع عن العرب وبلادهم، ولا يُعلم هل كان له كتب غيره؟ أم لا؟، وقد عاش ابن بسام بقية حياته في نجد ثم انتقل لمكة في أواخرها وتوفى بها عام 1246 هـ / 1831. وأما الكتاب فقد بقى بالمتحف حتى وجده العالم السوري أحمد وصفي زكريا فأخذه واشتهر وطبع على يديه. قال الزركلي في كتابه (الأعلام) "محمد بن حمد (البسام) التميمي مؤرخ من أهل العراق"، وقال عماد عبد السلام رؤوف في كتابه (التاريخ والمؤرخون العراقيون في العهد العثماني) في التعريف بمحمد البسام "أديب بغدادي، عارف بأنساب العرب وقبائلهم"، وقال مير بصري في كتابه (أعلام السياسة في العراق) إن لمحمد بن حمد البسام حفيداً اسمه "محمد بن عبد الله بن عبد الرحمن بن محمد بن حمد البسام، توفي في 1935 ينتمي إلى أسرة نجدية قديمة"، وقال عن الحفيد "زاول الحاج محمد البسام التجارة وعاش أمداً طويلاً في الشام، ثم عاد إلى العراق ومُنح امتياز استخراج الذهب في موقع القعرة ببادية الرطبة وانتخب نائباً عن المنتفق في كانون الأول 1934 فلم يلبث أن توفي شيخاً مسناً في شباط 1935".

## وصلات خارجية
- كتاب الدرر المفاخر في أخبار العرب الأواخر للتصفح إلكترونياً - المكتبة الشاملة.